# Мегапіранья
Мегапіранья (англ. Mega Piranha) — американський фільм жахів 2010 року режисера Еріка Форсберга. Стрічка є мокбастером (низькобюджетною версією) фільму «Піраньї 3D». Зйомки відбувались у Белізі.

## Сюжет
У Венесуелі на річці Оріноко загинули американський посол та міністр закордонних справ Венесуели. Уряд США підозрює, що це терористична атака і посилає свого найкращого агента Джейсона Фітча, щоб прояснити ситуацію на місці. В аеропорту його очікує агент лідера хунти полковник Антоніо Діас, який повинен контролювати кожен його крок, на вчена Сара Монро, професор з генетики, яка працює в лабораторії ЮНЕСКО і вивчає вплив генетично модифікованих кормів на рибу. Вона розказує Фітчу, що, ймовірно, декілька піддослідних піраньї втекли з її лабораторії і мутували через годування модифікованими комами. За даними дослідження, вони постійно збільшуються у розмірі швидкими темпами і стали причиною загибелі корабля політиків на Оріноко. Проте полковник Діаз наполягає на тому, що корабель був пошкоджений під час вибуху, і не існує жодної риби-мутанта. Фітча затримують на військові базі, щоб перешкодити розслідуванню. Проте він втікає і намагається впіймати піранью для доказу самотужки. У цей час Монро з колегами дослідили, що, крім усього іншого, мутовані піраньї утворюють нові органів і можуть швидко розмножуватись.
Мутовані піраньї відгороджені природною греблею від решти річки, тому вчені планують висушити територію, щоб знищити мутантів. Проте Діаз має власні плани і обстрілює територію з вертольота. Випадково він руйнує дамбу і риба виривається на волю. Вона пливе до моря, збільшуючись у розмірах. Діас захоплює Монро та інших дослідників, але їх хоче звільнити Фітч. Через Державного секретаря США Боба Граді, Фітч отримує есмінця, який розміщений біля гирла річки у моря. Велетенські риби знищують портовий комплекс і вбивають доктора Хіггінса, колегу Монро. У гирлі річки есмінець розстрілює піранью, але частина риби виживає. Піраньї рухаються у сторону Флориди. Проти мутантів направляють атомний підводний човен, але його та ще два військових судна знищують піраньї. Держсекретар Гріді планує застосувати проти піраній ядерний удар, але Фітч намагається відмовити його. Він спостерігав як піраньї вбивають своїх поранених родичів, коли вони кровоточать. Разом з іншими агентами, він пірнає біля узбережжя Флориди. У середині операції на вертольоті прибуває полковник Діас. Він прагне помститися агенту Фітчу і кидає мотузку у воду, щоб змусити його піднятися на свій вертоліт. Піднявшись на борт, Фітч стріляє в льотчика із запальної гармати. Потім Фітч використовує маяк, щоб привабити мегапіранью, і вистрибує з вертольота за мить до того, як його з'їдає рибний мутант.